# 浅井城 (越中国射水郡)
浅井城（あさいじょう）は、富山県射水市にあった日本の城。別名、桃井館、島の館。

## 概要
永徳元年（1381年）、桃井直和の子尚儀が浅井郷を与えられると、浅井郷島の地に浅井城を築いた。
応永二年（1395年）、家臣の反乱（桃井騒動）によって、乱は忠臣中村元成らの活躍により平定されたが、二代目城主直之は武州戸田の地に追いやられ、浅井城は廃城となった。
応永23年（1416年）、直之の弟日隆は、同地に先祖、旧臣の菩提を弔うために元成寺を建立。右御堂は、永生年間、上杉顕定と長尾為景の戦争の時、兵火により焼失するも、慶長年間、高岡に移転し本光寺を号した。その後、寺跡地は誕生庵、番神堂などと称され、明治時代に長隆山誕生寺として整備された[1]。誕生寺の寺紋は丸雁。

## 遺構
浅井城は、庄川東岸の微高地に築かれ、現在城址は誕生寺境内となっているが、周囲には堀跡と思われる水路が現存し、堀跡をわたる橋は桃井橋と呼ばれている。城の鬼門には島八幡社が存続[2]。浅井城は、往時の武士の館の姿を伝えている。同八幡社は、中世桃井氏のほか、小泉城主寺島氏（神保長職の家老寺島牛之助）の崇敬を集めたという[3]。
寺の前には誕生水と呼ばれる湧き水があり、これは、日隆誕生の際、生家である浅井城の前庭に清泉が湧き出たことから名づけられたと言われている[4]。誕生水脇に建つ題目塔は、文久２年（1862年）に再建されたもので、「本能寺開山日隆聖人誕生之地」、「御廟所従是一理南方淺井嶋」と刻まれ、現在地に移されるまでは一里北の地にあって当時への道標を兼ねたものであった[5]。
また、誕生寺境内には日隆の墓所が現存する。